# イソップ寓話

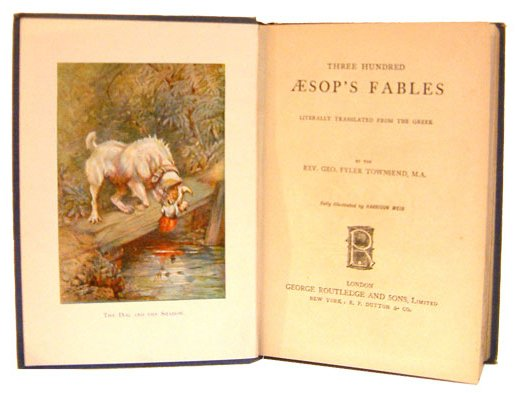
1867年に刊行されたタウンゼントの英訳本

イソップ寓話（イソップぐうわ）は、アイソーポス（イソップ）が作ったとされる寓話。特に動物（下記を参照）、生活雑貨（例えば、瀬戸物と金物など）、自然現象（太陽と風）、様々な人々（旅人など）を主人公にしたものが有名で、イソップ物語・イソップ童話等と呼ばれることもある。

## 成立

Aesopus moralisatus, 1485

ヘロドトスの『歴史』によると、紀元前6世紀にアイソーポス（イソップ）という奴隷がいて話を作ったとされるが、現在イソップ寓話に含められているものの中にイソップ本人に由来することを実証できる作品はひとつもない。
ベン・エドウィン・ペリーのモデルによると、イソップ寓話の形成には3つの段階が認められる。第1期にはいろいろな作家や弁論家が説得の手段として寓話を援用していた。ヘレニズム時代は第2期で、作家や弁論家に素材を提供するため、それらの寓話をひとつにまとめた散文の寓話集が成立した。第3期には寓話集が韻文に書き改められ、単なる素材ではなく文学としての寓話集が成立した。このうち、古代の散発的な寓話の引用は18例ほどが認められる。散文の寓話集としてはパレロンのデメトリオスによる『イソップ集成』(Αἰσώπεια)という書物があったと伝えられるが、現存していない。現存するギリシア語による寓話集としては、アウクスブルク校訂本（校訂本I、231話）を最古のものとして、校訂本Ia（140話あまり）、ウィーン写本130（12-13世紀、130話）を代表とする校訂本II、アックルシウス版（1479年出版、校訂本III、127話）などの諸本に分かれる。第3期の韻文寓話集は1世紀前半のパエドルスによるラテン語韻文の5巻94話からなる寓話集と、1世紀後半ごろのバブリオスによるギリシア語韻文による寓話集（現存するのは韻文143話、そのほかに散文にパラフレーズされたものが57話）がある。
現在のイソップ寓話の校訂本は、上記のアウクスブルク校訂本を基本として、パエドルスやバブリオスに由来するもの他を合わせた集積物であり、収録する話数はまちまちである。代表的なものとしてドイツのカール・ハルム版（1852年・426話）、フランスのエミル・シャンブリ版（1927年・358話）、ドイツのアウグスト・ハウスラート版（1956/1957年・346話あまり）、アメリカのベン・エドウィン・ペリーの『アエソピカ』（1955年・725話）などがある。
イソップ寓話の中にはシュメールやアッカドにまでさかのぼるオリエントや古代エジプトと共通する話や、インドのジャータカやパンチャタントラと明らかに共通する話が見られる。しかしながらどちらがどちらに影響したかを言うのは難しい。

## 翻訳

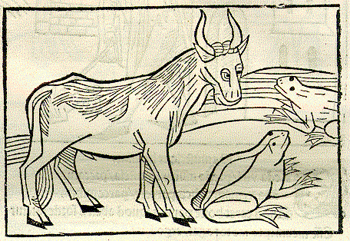
シュタインヘーヴェル版より「蛙と牛」の挿絵（1501年）

15世紀に活版印刷術がヨーロッパで普及すると、イソップ寓話集も出版されるようになった。なかでも後世に影響が大きかったのはハインリヒ・シュタインヘーヴェル (de:Heinrich Steinhöwel) によって1476年前後にウルムで出版されたもので、ラテン語とドイツ語翻訳を含み、163篇を収録していた。それは中世の様々なラテン語による寓話集の集成で、イソップ伝、パエドルス本の散文パラフレーズの一種であるロムルス集、マリー・ド・フランスの寓話集『イゾペ』と関係するらしい「選外寓話集」、レミキウス集、アウィアヌスによるバブリオス系統のラテン語寓話集、ペトルス・アルフォンシの説話集およびポッジョ・ブラッチョリーニの笑話集という様々な出典からの話から構成される。シュタインヘーヴェルの寓話集はジュール・マショーによってフランス語に翻訳され、さらにウィリアム・カクストンによって英語に重訳された。他にオランダ語、イタリア語、スペイン語への翻訳が15世紀のうちに出版された。
英語文献として最初に出版されたのは上記のカクストンの中英語のものだが、17世紀にはオーギルビー (John Ogilby) 訳（1651年）、ロジャー・レストレンジ訳（1692年）が現れた。18世紀にはクロックソール (Samuel Croxall) 訳（1722年）やドズリー (Robert Dodsley) 訳（1761年）が、19世紀には日本の『通俗伊蘇普物語』の原本であるトマス・ジェームズ訳・ジョン・テニエル挿絵の本（1848年）、ファイラー・タウンゼンド (George Fyler Townsend) 訳・ハリソン・ウィアー (Harrison Weir) 挿絵の本（1867年）、20世紀にはヴァーノン・ジョーンズ (Vernon Jones) 訳・アーサー・ラッカム挿絵の本（1912年）が出現した。
イソップ寓話の系統で特に有名なものは17世紀後半のジャン・ド・ラ・フォンテーヌによるフランス語韻文の寓話だが、これは、彼自身が前書きで書いているようにイソップ寓話の翻訳ではないので、彼の文芸作品として、ラ・フォンテーヌ寓話と呼ばれている。また19世紀はじめにはクルイロフがロシア語による寓話を発表した。イソップ寓話のロシア語訳としては他にトルストイのものなどがある。
日本では、イエズス会の宣教師が天草にあったコレジオ（イエズス会の学校）で印刷したキリシタン版『エソポのハブラス (ESOPO NO FABVLAS)』（文禄2年、1593年）が最初のもので、現在大英図書館が所蔵している。この本はローマ字書きの口語で記され、2巻から構成され、上巻にイソップ伝と25話、下巻に45話を収録している。これは最初に日本語に翻訳された西洋の書物である。江戸時代初期には慶長・元和・寛永の古活字本および万治2年（1659年）の挿絵入り整版本で知られる『伊曾保物語』が出版されたが、こちらは文語訳で3巻からなり、上巻の全20話と中巻全40話のうち9話までがイソップ伝、それ以外の寓話は中巻の10話以降と下巻全32話の合計63話である。『エソポのハブラス』の上巻と『伊曾保物語』の下巻第1話まではだいたい共通の話が取られているが、筋はかなり異なっていることが多い。またそれ以降の部分は共通しない。両者ともシュタインヘーヴェル集と関係があり、特に『伊曾保物語』はシュタインヘーヴェル集の抄訳とも言えるものだった。しかしこれらの翻訳は必ずしも普及しなかったようである。
明治になってから英語からの翻訳が進んだ。チェンバースの教科書の翻訳である福沢諭吉『童蒙教草』（1872年）は12話ほどのイソップ寓話を含む。幕臣出身の学者で沼津兵学校校長だった渡部温の『通俗伊蘇普物語』（平凡社東洋文庫に収録）がベストセラーとなり、国語や修身の教科書に取り入れられ、広く親しまれるようになった。20世紀に入ると上田万年『新訳伊蘇普物語』（1908年）、巌谷小波『イソップお伽噺』（1911年）、楠山正雄『イソップ物語』（1916年）、『世界童話大系』第1巻に収める山崎光子訳（1925年）、新村出『イソップ物語』（1929年）などの翻訳がある。第二次世界大戦後には川端康成や与田準一の子供向けの翻訳が出現した。原典の校訂本にもとづく翻訳としては山本光雄訳『イソップ寓話集』（岩波文庫1942年初版、1974年改版）、河野与一訳『イソップのお話』（岩波少年文庫1955年）、二宮フサ訳『イソップの寓話』（白水社1971年）、渡辺和雄訳『イソップ寓話集』（小学館1982年）、塚崎幹夫訳『新訳 イソップ寓話集』（中公文庫1987年）などが出版された。

## 主なイソップ寓話

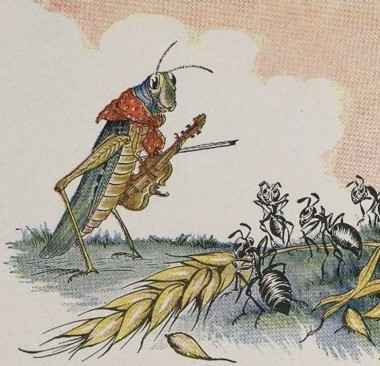
「アリとキリギリス」。Milo Winterの挿絵(1919)

上記のようにイソップ寓話は数百篇あり、かつ編者によって収録する話に違いがある。以下は河野与一編訳の岩波少年文庫本で「有名なおはなし」というカテゴリに入れられた15話である。
1. カラスとキツネ
2. アリとキリギリス（「セミとアリ」の題で収録）
3. 肉をくわえたイヌ
4. キツネとブドウ
5. 野ネズミと家ネズミ
6. ライオンとネズミ
7. 北風と太陽
8. 塩を運んでいるロバ
9. 王さまをほしがっているカエル
10. 棒のおしえ
11. 漁師と大きい魚（さかな）と小さい魚 (Perry 282)
12. ウサギとカメ
13. 旅人とクマ
14. 木こりとヘルメス
15. うそつきの子ども

河野の本はカール・ハルム校訂本およびエミル・シャンブリ校訂本から300話を選んでいるが、これらの校訂本に載っていないものの日本では有名な話として以下の2話をあげる。
1. ネズミの会議
2. ウマを売りにいく親子

## 映像作品
- 映画アニメ『まんがイソップ物語』　声の出演：高見知佳ほか、製作：東映アニメーション
- テレビアニメ『まんがイソップ物語』　製作：テレビ東京、日本アニメーション
- テレビアニメ『イソップワールド』 制作：サンライズ
- OVA『イソップ童話』。3枚のビデオCDに各4話ずつ収録されている[24]。

ほかにも個々の寓話を扱った映像作品は数多く存在する。シリー・シンフォニーシリーズの『アリとキリギリス』（1934年）、『うさぎとかめ』（1935年）、その続編の『うさぎとかめと花火合戦』（1936年）など。